# Lisie Jamy (Subkarpaten)
Lisie Jamy is een plaats in het Poolse district  Lubaczowski, woiwodschap Subkarpaten. De plaats maakt deel uit van de gemeente Lubaczów en telt 1.187 inwoners.